# Choya megye
Choya egy megye Argentína északi részén, Santiago del Estero tartományban. Székhelye Frías.

## Népesség
A megye népessége a közelmúltban a következőképpen változott:
| Év   | Lakosság |
| ---- | -------- |
| 2001 | 33 593   |
| 2010 | 34 667   |